# Der Wilde
Der Wilde (Originaltitel: The Wild One) ist ein US-amerikanischer Spielfilm aus dem Jahr 1953 unter der Regie von László Benedek. Die Hauptrolle spielte Marlon Brando, der in der Rolle des Anführers einer Rockerbande zu einem Idol der „Halbstarken“ wurde. Der finanziell erfolgreiche Film hatte großen Einfluss auf die Jugendkultur der 1950er Jahre.
Die Handlung basiert auf der Kurzgeschichte Cyclist Raid von Frank Rooney, die 1951 im Harper’s Magazine erschienen war. Diese orientierte sich wiederum an einer Reportage aus der Illustrierten Life, die Ausschreitungen während einer Motorrad-Veranstaltung im Juli 1947 im kalifornischen Hollister beschrieb. Die Verfilmung entstand unter der Ägide von Produzent Stanley Kramer und Columbia Pictures nach einem Drehbuch von John Paxton und Ben Maddow. Der Film hatte am 30. Dezember 1953 in New York Premiere, in bundesdeutsche Kinos kam er am 14. Januar 1955. In Großbritannien blieb seine öffentliche Aufführung bis 1968 verboten. In Deutschland wurde dieser Film für damals stattfindende „Halbstarken-Krawalle“ mitverantwortlich gemacht.

## Handlung
Die Motorradgang BRMC (Black Rebel Motorcycle Club) besucht ein Motorradrennen in Carbonville, Kalifornien. Die Rocker stören den Ablauf, geraten mit dem Veranstaltungspersonal aneinander und stehlen die Trophäe für den zweiten Platz. Von der Polizei weggeschickt, fahren sie weiter in die Kleinstadt Wrightsville, wo ihre Ankunft für Aufsehen sorgt. Eine von ihnen ausgetragene, kurze Motorradwettfahrt führt zu einem Zusammenstoß zwischen einem Auto und einem Bike, worauf der örtliche Polizist Harry Bleeker zwischen dem aufgebrachten, betagten Autofahrer Art Kleiner und den Rockern zu vermitteln versucht. Der BRMC-Anführer Johnny entscheidet, auf den ins Krankenhaus transportierten, leicht verletzten Biker „Crazy“ zu warten. Im örtlichen Café bandelt er mit der Serviererin Kathie an, der Tochter von Harry. Die Gang nimmt das Café und die angegliederte Bar in Beschlag; ihr Alkoholkonsum wird vom Cafébetreiber, Kathies Onkel Frank, zunächst freudig aufgenommen. Harry redet freundschaftlich mit Johnny, der abweisend reagiert. Kathie hält Johnny seine „Ungezogenheit“ vor, dieser antwortet unwirsch: „Ich mag keine Polizisten.“ 
Als „Crazy“ zurückkehrt und Johnny weiterfahren will, trifft die Gang der  Beetles im Städtchen ein. Ihr Anführer Chino nimmt die Trophäe an sich und provoziert eine Schlägerei mit Johnny, der siegreich bleibt. Der Stadtbewohner Charlie Thomas steigt provokativ in sein Auto und will hupend die Räumung der Straße erreichen, streift ein Bike und einen Rocker und wird daraufhin von Chino aus dem Wagen gezerrt. Als die Rocker sein Gefährt zu kippen versuchen, stoppt dies Harry und will Thomas und Chino auf die Wache mitnehmen. Auf Druck anderer Bürger nimmt er nur Chino mit. Johnny hinterfragt dies. Harry bietet an, Chino gehen zu lassen, wenn die Rocker aus der Stadt zögen, worauf Johnny entgegnet, „keine Geschäfte mit Polizisten zu machen.“ Kathie sagt zu Johnny, ihr Vater sei ein Versager wie er auch. Er solle den Preis zu dem bringen, der ihn gewonnen hat. Johnny droht Kathie, ihm keine Vorschriften zu machen.
Inzwischen ist es Nacht geworden. Beide Gangs belagern die Straße. Harry will den Sheriff anrufen, doch die Rocker stürmen die Telefonvermittlung und verjagen die Telefonistin. Sie holen Thomas aus seinem Haus und sperren ihn in die Gefängniszelle zu Chino, der zu betrunken ist, um aufzustehen. Frank vermag angesichts der Übermacht der Rocker Café und Bar nicht zu schließen. Thomas wird von anderen Bürgern aus der Zelle befreit, Chino geht anschließend durch die offenstehende Zellentür. Die Rocker plündern einen Schönheitssalon, verfolgen die vom Onkel zum Vater geschickte Kathie und umfahren sie mit ihren Bikes. Als Johnny dazugelangt und „Steig auf!“ sagt, entkommt sie mit ihm der Szenerie. Johnny hält an einem lauschigen Plätzchen im Park. Unvermittelt, plump und ungeschickt küsst er Kathie. Die beiden beharken sich zunächst mit Worten, dann wird Kathie emotional, erzählt ihm von ihrer Vorstellung, dass ein Mann ins Café käme, einen Kaffee bestelle und sie weit weg mitnähme. Dann erwähnt sie, dass Johnny ihr den Preis schenken wollte, fragt, ob er es jetzt tue und fällt ihm um den Hals, aber Johnny hat kein Verständnis für ihre Sehnsucht. Weinend läuft Kathie davon und ohrfeigt den ihr hinterhergefahrenen Johnny.
In den Straßen der Stadt vergnügen sich ausgelassen die Rocker. Kathie beobachtet, wie eine Bürgerwehr Johnny vom Motorrad zerrt und mit ihm wegfährt. Sie rennt zum Vater und bittet um Hilfe für Frank und Johnny. Doch der meint, er könne nichts ändern: Frank hat sich die Suppe selbst eingebrockt und Johnny wollte nicht auf ihn hören. Letzterer wird von mehreren Entführern geprügelt. Unerwartet kommt der Polizist mit Kathie dazu und gebietet, aufzuhören. Johnny kann entfliehen und zu seinem Motorrad gelangen, wird aber wieder von einer aufgebrachten, mit Knüppeln bewaffneten Menge verfolgt. Ein Montiereisen wirft ihn vom Motorrad, das herrenlos auf Franks alten Tellerwäscher Jimmy prallt, der verstirbt. Die Meute stürzt sich auf Johnny, doch Sheriff Singer trifft mit seinen Männern ein und nimmt ihn fest. Er wird für den Tod von Jimmy verantwortlich gemacht, aber die Zeugenaussagen Franks und Art Kleiners entlasten ihn. Der Sheriff redet ihm ins Gewissen und lässt ihn gehen. Er befiehlt den Rockern, zu verschwinden und nicht mehr wiederzukommen. Johnny legt einen Zwischenhalt im Café ein, trinkt einen Kaffee, stellt die Trophäe ans Ende des Tresen und lächelt Kathie zu. Diese lächelt am anderen Ende zurück; Johnny fährt davon.

## Rezeption
Marlon Brandos Darstellung des Johnny Strabler mit schwarzer Motorrad-Lederjacke, Jeans und einem Triumph-Thunderbird-Motorrad erlangte Vorbildcharakter unter den Jugendlichen der 1950er Jahre. Kriminelle Handlungen, Aufruhr und Krawalle wurden auch der Wirkungsweise dieses Films zugeschrieben, und in Großbritannien wurden Aufführungen verboten. Das BBFC verlangte mit einem Verweis auf die steigende Jugendkriminalität, vor einem jungen und unreifen Publikum sollten nur Filme mit entsprechenden moralischen Gegengewichten in der Handlung vorgeführt werden.
Der katholische film-dienst gestand dem Streifen zwar zu, dass vor dem Rowdytum gewarnt würde, fand aber doch bedenklich, dass es von der Jugend nachgeahmt werden könnte.
Gerhard Bronners parodistisches Chanson Der Halbwilde, das in der Interpretation von Helmut Qualtinger mit dem gern zitierten Satz "I hob zwoar ka ohnung wo i hinfoahr, aber dafür bin i gschwinder duat" berühmt wurde, bezieht sich explizit auf Marlon Brandos Rolle in Der Wilde.